# U-1231
| U-1231                                                                                               | U-1231 | U-1231 |
| --- | --- | --- |
| U 1231                                                                                               | | |
| | | |
| Однотипний німецький підводний човен U-534 у Беркенгеді. 2007                                        | | |
| Верф                                                                                                 | Deutsche Werft, Гамбург | Deutsche Werft, Гамбург |
| Під прапором                                                                                         | Третій Рейх | Третій Рейх |
| Належність                                                                                           | Крігсмаріне · Військово-морський флот СРСР | Крігсмаріне · Військово-морський флот СРСР |
| Порт приписки                                                                                        | Гамбург Фленсбург | Гамбург Фленсбург |
| Замовлення                                                                                           | 14 жовтня 1941 | 14 жовтня 1941 |
| Закладений                                                                                           | 31 березня 1943 | 31 березня 1943 |
| Спуск на воду                                                                                        | 18 листопада 1943 | 18 листопада 1943 |
| Введений до складу флоту                                                                             | 9 лютого 1944 | 9 лютого 1944 |
| Переданий                                                                                            | листопад 1945 | листопад 1945 |
| На службі                                                                                            | 1944—1945 | 1944—1945 |
| Сучасний статус                                                                                      | 13 січня 1968 року списаний на брухт і згодом розібраний у Ризі | 13 січня 1968 року списаний на брухт і згодом розібраний у Ризі |
| Бойовий досвід                                                                                       | Друга світова війна | Друга світова війна |
| Проєкт                                                                                               | | |
| Тип ПЧ                                                                                               | великий океанський торпедний ДПЧ | великий океанський торпедний ДПЧ |
| Основні характеристики                                                                               | | |
| Швидкість (надводна)                                                                                 | 18,3 вузла (33,9 км/год) | 18,3 вузла (33,9 км/год) |
| Швидкість (підводна)                                                                                 | 7,3 (13,5 км/год) | 7,3 (13,5 км/год) |
| Робоча глибина занурення                                                                             | 100 м | 100 м |
| Гранична глибина занурення                                                                           | 230 м | 230 м |
| Дальність плавання                                                                                   | 63 милі (117 км) на швидкості 4 вузли (7,4 км/год) (у підводному положенні) 13 850 морських миль (25 650 км на швидкості 10 вузлів (19 км/год) (у надводному положенні) | 63 милі (117 км) на швидкості 4 вузли (7,4 км/год) (у підводному положенні) 13 850 морських миль (25 650 км на швидкості 10 вузлів (19 км/год) (у надводному положенні) |
| Екіпаж                                                                                               | 48 офіцерів та матросів | 48 офіцерів та матросів |
| Розміри                                                                                              | | |
| Довжина найбільша (по КВЛ)                                                                           | 76,76 м | 76,76 м |
| Ширина корпусу найб.                                                                                 | 6,86 м | 6,86 м |
| Висота                                                                                               | 9,6 м | 9,6 м |
| Середня осадка (по КВЛ)                                                                              | 4,67 м | 4,67 м |
| Водотоннажність надводна                                                                             | 1144 т | 1144 т |
| Водотоннажність підводна                                                                             | 1257 т | 1257 т |
| Силова установка                                                                                     | | |
| Дизель-електрична: 2 дизельні двигуни MAN M 9 V 40/46 2 електродвигуни Siemens-Schuckert 2 GU 345/34 | | |
| Гвинти                                                                                               | 2 | 2 |
| Потужність                                                                                           | 2 × 2200 к.с. (дизелі) 2 × 740 к.с. (електродвигуни) | 2 × 2200 к.с. (дизелі) 2 × 740 к.с. (електродвигуни) |
| Озброєння                                                                                            | | |
| Артилерія                                                                                            | 2 × 105-мм палубні гармати SK C/32 | 2 × 105-мм палубні гармати SK C/32 |
| Торпедно- мінне озброєння                                                                            | 4 носових і 2 кормових ТА; 24 торпеди або 48 мін TMA чи TMB | 4 носових і 2 кормових ТА; 24 торпеди або 48 мін TMA чи TMB |
| ППО                                                                                                  | 1 × 37-мм зенітна гармата SKC/30 2 (1 × 2) × 20-мм зенітні гармати FlaK 30                                                                                              | 1 × 37-мм зенітна гармата SKC/30 2 (1 × 2) × 20-мм зенітні гармати FlaK 30                                                                                              |

U-1231 — німецький великий океанський підводний човен типу IXC/40, що входив до складу Військово-морських сил Третього Рейху за часів Другої світової війни. Закладений 31 березня 1943 року на верфі Deutsche Werft у Гамбурзі під будівельним номером 394. Спущений на воду 18 листопада 1943 року, а 9 лютого 1944 року корабель увійшов до складу ВМС нацистської Німеччини.

## Історія служби
U-1231 належав до серії німецьких підводних човнів підтипу IXC/40, найбільшої серії великих океанських човнів типу IX, подальшого розвитку IXC зі збільшеними розмірами, підвищеною дальністю плавання і без третього перископа, призначених діяти на морських комунікаціях противника у відкритому океані на далеких відстанях. Човнів цього типу випущено 87 одиниць і вони відносно результативно проявили себе в ході бойових дій в Атлантиці. 9 лютого 1944 року U-1231 розпочав службу у складі 31-ї навчальної флотилії, з 1 вересня 1944 року був переведений до бойового складу 11-ї флотилії ПЧ Крігсмаріне, а 1 жовтня 1944 року перейшов у підпорядкування 33-ї флотилії ПЧ.
З жовтня 1944 року і до травня 1945 року U-1231 здійснив 2 бойових походи, в яких провів 148 днів. За цей час підводний човен не потопив та не пошкодив жодного судна чи корабля.
Після завершення війни розподілений радянському ВМФ. 4 грудня 1945 року прибув до Лібави, 13 лютого 1946 року включений до складу Балтійського флоту. 9 червня 1949 року перейменований на Б-26. 17 серпня 1953 року виведений до резерву флоту. З 15 вересня 1952 року — навчальний підводний човен. 13 січня 1968 року списаний на брухт і згодом розібраний у Ризі.

## Командири
- Капітан-цур-зее Герман Лессінг (9 лютого 1944 — березень 1945)
- Оберлейтенант-цур-зее Гельмут Вікке (березень — 13 травня 1945)
- Васильєв Г.К. (1946 — 1947)
- Єгоров Георгій Михайлович (лютий 1947 — лютий 1950)